# Combat de Hélécine
Guerre des Paysans
Batailles
- Saint-Nicolas
- 1er Boom
- Merchtem
- Zele
- Malines
- 2e Boom
- Hooglede
- Moorslede
- Zonnebeke
- 1er Diest
- 1er Louvain
- Alost
- Turnhout
- Enghien-Hal
- Hérinnes
- Audenarde
- Leuze
- 2e Louvain
- Ingelmunster
- Duffel
- Herentals
- Arzfeld
- Clervaux
- Amblève
- Stavelot
- Pollare
- Londerzeel
- Kapelle-op-den-Bos
- Bornem
- Meerhout
- 2e Diest
- 3e Diest
- Mol
- Jodoigne
- Marilles
- Beauvechain
- Hélécine
- Kapellen
- Meylem
- Hasselt

Le combat de Hélécine  se déroule pendant la guerre des Paysans. 

## Prélude
Le 27 novembre 1798, informé de la défaite de deux de ses troupes à Marilles et à Beauvechain, Constant fait demi-tour à Jauche avec toutes ses forces et va passer la nuit à Hélécine, Noduwez et Marilles. Mais le lendemain, les avant-postes des insurgés sont attaqués à Hélécine et Gossoncourt par les garnisons de Tirlemont et Hoegaarden. Les rebelles doivent abandonner leurs positions et se replier sur le gros de la troupe dans les villages de Geest, Meldert et L'Écluse, au nord de Jodoigne. Moins nombreux, les Républicains renoncent à lancer une attaque générale, seul un détachement de 20 hommes de Hoegaarden tente une incursion mais il doit rapidement battre en retraite. Constant tente de contre-attaquer à son tour et attaque un poste français à Hoegaarden mais il est également repoussé.
Ce combat est le dernier livré dans le Brabant wallon, Constant pénètre ensuite dans le Hageland avec toutes ses forces par Vertrijk et Boutersem, puis il rejoint l'armée des insurgés flamands à Hasselt. Derrière lui les cantons de Hoegaarden, Jodoigne, Jauche, Grez et Nil-Saint-Martin demeurent calmes, seul un petit groupe d'insurgés demeure caché dans le bois de Buy, près de Perwez.